# Grzegorz Dziubanek
Grzegorz Karol Dziubanek – polski biolog, dr hab. nauk medycznych i nauk o zdrowiu, profesor uczelni, kierownik Katedry Zdrowia Środowiskowego oraz prodziekan Wydziału Zdrowia Publicznego w Bytomiu Śląskiego Uniwersytetu Medycznego w Katowicach.

## Życiorys
W 2000 ukończył studia biologiczne na Uniwersytecie Śląskim w Katowicach, 24 marca 2006 obronił pracę doktorską Udział selenu w czynności wskaźnikowych systemów detoksykacyjnych zależnych od glutationu u dżdżownic Eisenia fetida w warunkach nadmiernej podaży kadmu, 22 stycznia 2019 habilitował się na podstawie pracy zatytułowanej Ryzyko zdrowotne wynikające ze środowiskowego narażenia populacji na metale ciężkie, pył zawieszony, bez-a-piren oraz chlorowcopochodne zanieczyszczenia powietrza. Został zatrudniony na stanowisku asystenta w Zakładzie Zdrowia Środowiskowego na Wydziale Zdrowia Publicznego w Bytomiu Śląskiego Uniwersytetu Medycznego w Katowicach.
Awansował na stanowisko profesora uczelni, kierownika w Katedrze Zdrowia Środowiskowego, oraz prodziekana na Wydziale Zdrowia Publicznego w Bytomiu Śląskiego Uniwersytetu Medycznego w Katowicach.
Jest członkiem Rady Dyscypliny Naukowej – Nauk o Zdrowiu Śląskiego Uniwersytetu Medycznego w Katowicach.

## Wyróżnienia
- Nagrody JM Rektora SUM (wielokrotnie)[2]
- 2015: Srebrna Odznaka Honorowa za Zasługi dla Województwa Śląskiego[2]
- 2017, 2018: Nagroda konkursu „Dum spiro, spero”[2]